# لاژانکی (ناحیه برنو-تسوونتری)
لاژانکی (به چکی: Lažánky) یک منطقهٔ مسکونی در جمهوری چک است که در ناحیه برنو-تسوونتری واقع شده‌است. لاژانکی ۱۴٫۰۰ کیلومتر مربع مساحت و ۷۰۰ نفر جمعیت دارد و ۴۴۲ متر بالاتر از سطح دریا واقع شده‌است.